# إدوين صموئيل

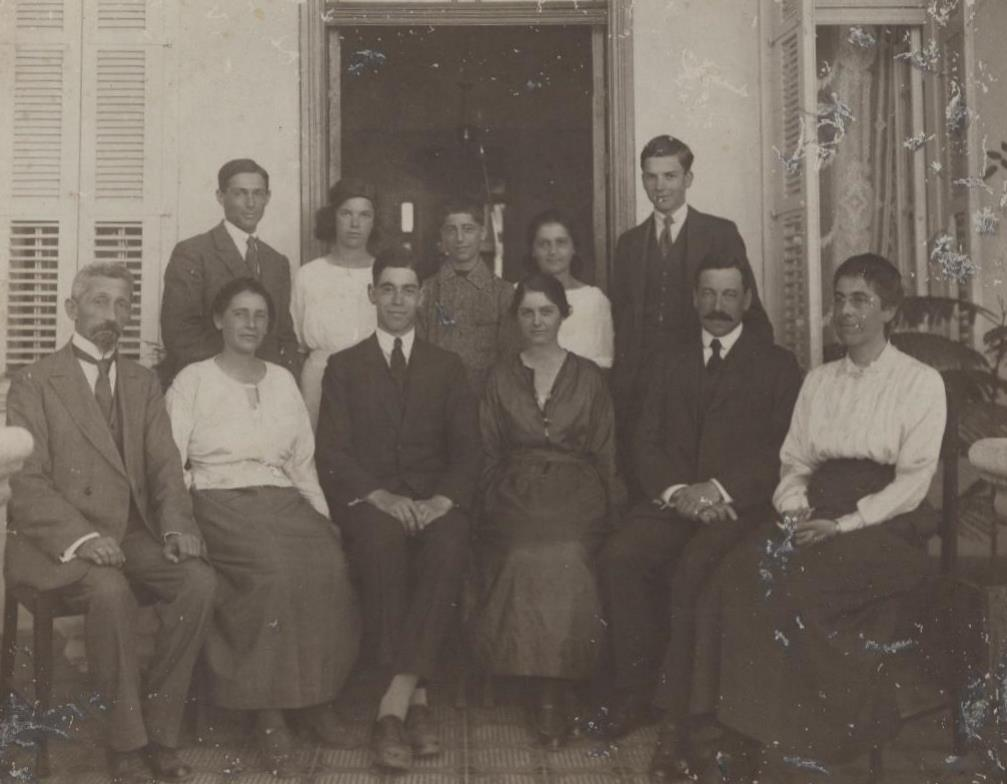
هداسا وإدوين صموئيل في صورة عائلية مع هربرت صموئيل

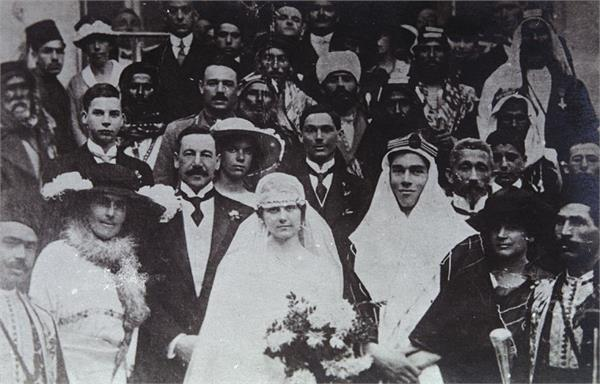
حفل زفاف إدوين صموئيل ويهوديت جرازوفسكي / غور (هداسا) 1920

إدوين هربرت صموئيل، الفيكونت الثاني صموئيل  ( (بالعبرية: אדווין הרברט סמואל‏)   (11 سبتمبر 1898 – 14 نوفمبر 1978)، كان لوردًا بريطانيًا، نشط أيضًا في فلسطين الانتدابية ودولة إسرائيل. وهو نجل بياتريس فرانكلين وهربرت صموئيل ( أول مفوض سامي لفلسطين) - كان والد البروفيسور ديفيد صموئيل ودان صموئيل.

## تعليمه
تلقى إدوين صموئيل تعليمه في مدرسة وستمنستر وكلية باليول في أكسفورد. في ربيع عام 1917 انضم إلى سلاح المدفعية الملكية وتم توزيعه في قوة المشاة المصرية. كما خدم في الفيلق اليهودي.  بعد الحرب العالمية الأولى، انضم إلى حكومة الانتداب في فلسطين،  وكان آخر مدير في عهد الانتداب لإذاعة فلسطين.

## مناصبه
بصفته أحد أفراد الأسرة شغل منصب نظير في مجلس اللوردات. كان أحد أفعاله المهمة هو إلغاء القانون الذي يحرم زواج المرأة من زوج أختها. كان هدفه الاساسي هو السماح للرجل بالوفاء بمسؤوليته بموجب القانون اليهودي التوراتي للزواج من أرملة أخيه، كما هو موصوف في سفر التثنية، حيث يجب على شقيق الرجل الذي يموت بدون أطفال أن يتزوج أرملته.
كان اللورد صموئيل هو المبادر بمشروع الكنيست مينوراه الذي أدى في النهاية إلى الشمعدان البرونزي الضخم الذي قدمه البرلمان البريطاني إلى دولة إسرائيل في عام 1956.

## قراءة متعلقة
- إدوين صموئيل: حياة في القدس A Lifetime in Jerusalem. مذكرات الفيكونت صموئيل الثاني (ناشرو المعاملات، 1970).

## الروابط الخارجية
- أرشيفات إدوين صموئيل الشخصية على موقع أرشيف دولة إسرائيل
- هربرت صموئيل والانتداب البريطاني على فلسطين: سنوات التكوين على موقع أرشيف دولة إسرائيل